# Poeltia campylata
Poeltia es un género monotípico de hepáticas perteneciente a la familia Gymnomitriaceae. Su única especie: Poeltia campylata, es originaria de Nepal.

## Taxonomía
Poeltia campylata fue descrita por Riclef Grolle y publicado en Khumbu Himal, Ergebnisse des Forschungsunternehmens Nepal Himalaya 1(4): 280. f. 5. 1966.